# Saiva (Arjeplogs socken, Lappland, 741965-152670)
Saiva är en sjö i Arjeplogs kommun i Lappland och ingår i Piteälvens huvudavrinningsområde. Sjön har en area på 0,0619 kvadratkilometer och ligger 728,1 meter över havet.

## Delavrinningsområde
Saiva ingår i det delavrinningsområde (741852-152546) som SMHI kallar för Inloppet i Mavasjaure. Medelhöjden är 727 meter över havet och ytan är 12,61 kvadratkilometer. Räknas de 5 avrinningsområdena uppströms in blir den ackumulerade arean 85,73 kvadratkilometer. Vattendraget som avvattnar avrinningsområdet har biflödesordning 2, vilket innebär att vattnet flödar genom totalt 2 vattendrag innan det når havet efter 344 kilometer. Avrinningsområdet består mestadels av skog (29 procent) och kalfjäll (70 procent). Avrinningsområdet har 0,06 kvadratkilometer vattenytor vilket ger det en sjöprocent på 0,5 procent.